# Burg Arbesbach
Die Burg Arbesbach, der sogenannte Stockzahn des Waldviertels, ist die Ruine einer hoch- bis spätmittelalterlichen Höhen- und Felsenburg, östlich von Purrath in der Marktgemeinde Arbesbach im Bezirk Zwettl in Niederösterreich.

## Lage
Die Ruine befindet sich auf einem Granitfelsen in rund 900 Meter Seehöhe am westlichen Rand des Waldviertler Hochlandes. Ihre Umgebung ist durch dichte Nadelwälder geprägt, die von inselartigen Acker- und Wiesenfluren aufgelockert werden. Durch seine exponierte Lage und markante Form ist der ehemalige Bergfried bei klarem Wetter weithin sichtbar.

## Geschichte
Die Burg wurde am Ende des 12. Jahrhunderts von Hadmar II. von Kuenring errichtet und diente in der Grenzbefestigung gegen die von Slawen bewohnten Gebiete nördlich des Herrschaftsgebietes der Kuenringer als Vorwerk der Burg Rappottenstein. 1480 wurde sie durch eine böhmische Streifschar zerstört und in der Folge nicht wieder aufgebaut. Als Ersatz für die Burg als Herrensitz wurde 1593 das Herrenhaus in Arbesbach errichtet.
1884 errichtete der österreichische Touristenklub auf den Resten des ehemals fünfeckigen Bergfrieds eine 18 Meter hoche Aussichtsplattform, die sogenannte Alexanderwarte.

## Heutige Nutzung
Die Burgruine Arbesbach ist ein beliebtes Ausflugsziel. Die Alexanderwarte auf dem Bergfried bietet einen Rundblick von Böhmen bis zu den Alpen. Die Warte liegt auf einer Höhe von 903 m ü. A. An den Wochenenden stehen Mitglieder des Arbesbacher Verschönerungsvereins zur Verfügung, um Fragen über das Waldviertel und die Ruine zu beantworten. An den restlichen Wochentagen kann die Anlage selbständig erkundet werden.